# Фетальна ехокардіографія
Фета́льна ехокардіографі́я — ультразвукове дослідження серця плода в утробі матері. Проводиться, як правило з 18—20 тижня вагітності.

## Показання до фетальної ехокардіографії
- Підозра з боку лікарів на вроджену ваду серця, аритмії серця.
- Підозра на хромосомні аномалії плода, вади розвитку або захворювання нирок, вади розвитку або захворювання легень.
- Захворювання вагітної жінки: діабет, фенілкетонурія.
- Інфекційні захворювання вагітної жінки: токсоплазмоз, цитомегаловірусна інфекція, краснуха.
- Приймання вагітною жінкою лікарських засобів: препарати літію, алкоголь, карбомазепін
- Захворювання, генетичні синдроми, хромосомні аномалії у членів сім'ї майбутніх батьків: вроджені вади серця, синдром Марфана, синдром Нунана та інші.